# In the Middle of Nowhere
In the Middle of Nowhere is het vierde album van Modern Talking. Dit album werd in 1986 wereldwijd uitgebracht en bevat één internationale hit, getiteld "Geronimo's Cadillac". Het album werd geproduceerd en geschreven door Dieter Bohlen. In de Nederlandse Album Top 100 kwam het tot plaats 37 en bleef het tien weken lang in deze hitlijst staan.

## Betrokkenen
- Thomas Anders: zang
- Rolf Köhler: zang, koor
- Michael Scholz: koor
- Detlef Wiedeke: koor
- Birger Corleis: koor
- Dieter Bohlen: producer, teksten
- Luis Rodriguez: co-producer

## Tracklist
1. Geronimo's Cadillac (3:16)
2. Riding on a White Sawn (3:52)
3. Give Me Peace on Earth (4:11)
4. Sweet Little Sheila (3:03)
5. Ten Thousand Lonely Drums (3:29)
6. Lonely Tears in Chinatown (3:29)
7. In Shaire (3:42)
8. Stranded in the Middle of Nowhere (4:29)
9. The Angels Sing in New York City (3:32)
10. Princess of the Night (3:53)